# Knud Jespersen
Knud Wagner Jespersen (født 12. april 1926 Elkjær Mark, Sulsted i Nordjylland, død 2. december 1977 i København) var dansk politiker, folketingsmedlem og formand for Danmarks Kommunistiske Parti (DKP) fra 1958 til 1977.
Knud Jespersen var søn af en ugift tjenestepige, Nicoline Johanne Jespersen, der er ikke udlagt nogen barnefader i kirkebogen. Han voksede op hos sine bedsteforældre, indtil han som 13-årig flyttede sammen med sin mor og dennes mand, bager Christian Andersen. Folkeskolen blev suppleret med et ophold på efterskole, indtil den tyske besættelse af Danmark 9. april 1940. 
Besættelsen satte en stopper for alle planer om en uddannelse. Begge forældre var medlemmer af DKP, og fra omkring 1941 gik hele familien ind i det illegale modstandsarbejde. Faderen blev arresteret af Gestapo og døde i koncentrationslejren Neuengamme i december 1944. Knud Jespersen blev arresteret i begyndelsen af 1945 og sad i Frøslevlejren indtil krigens afslutning.
Knud Jespersen indledte sin faglige og politiske karriere straks efter krigens afslutning, hvor han hurtigt blev valgt til faglige og politiske tillidsposter. Under de store strejker i tilknytning til konflikten om overenskomsterne i foråret 1956 markerede Knud Jespersen sig som en stor organisator og inspirator.
Da der i foråret og sommeren 1958 udbrød en politisk konflikt inden for DPK's partiledelse, støttede Knud Jespersen partiets hårde kerne imod formanden Aksel Larsen. Konflikten resulterede i en sprængning af DKP og dannelse af Socialistisk Folkeparti (SF). Under DKP's kongres i oktober 1958 blev Knud Jespersen valgt som partiets nye formand, men det blev en meget vanskelig start. Partiet var ramt af medlemsflugt og røg ud af Folketinget. 
Først i forbindelse med kampagnen mod dansk medlemskab af EF (det senere EU) i 1971-72 fik partiet et opsving, der blev fremmet ved at formanden Knud Jespersen talte sig ind i stuerne gennem sit engagement og en smittende folkelig appeal. Ved det efterfølgende valg til Folketinget i 1973 fik DKP 6 mandater. Partiet opretholdt derefter sin position indtil Knud Jespersens død i december 1977. Der er næppe tvivl om at valgnederlaget i 1979, hvor DKP atter røg ud af Folketinget havde en nøje sammenhæng med tabet af partiets populære formand, der nød en respekt langt ud over partiets egne rækker.
Han er begravet på Vestre Kirkegård.

## Ekstern henvisning/kilde
- Jespersen, Knud på Leksikon.org